# 북극권

붉은 색으로 북극권이 표시된 세계 지도

푸른 색으로 북극권이 표시된 북극 지도

북극권(北極圈)은 지도 위에 표시된 지구의 주요 다섯 위선 중 하나이다. 2011년을 기준으로, 북위 66° 33′ 44″(66.5622°)을 지난다.
북극권은 여름에 해가 지지 않는 백야와 겨울에 해가 뜨지 않는 극야 현상이 일어나는 남쪽 한계이다.
북극권의 위치는 고정되어 있지 않고, 지구 자전축 기울기의 변화에 따라 40,000년 주기로 2°가량 변하며, 현재는 1년에 약 15m가량의 속도로 북쪽으로 움직인다.

## 문제
환경 오염으로 인해 북극의 여름에도 35°C가 넘는다.

## 같이 보기
- 북극
- 남극

## 지리
북극의 혹독한 기후 때문에 북극권보다 북쪽은 사람들이 드물게 거주하고 있다. 북극권 북쪽의 3대 거주지는 모두 러시아의 도시로, 무르만스크(인구 325,100 명), 노릴스크(135,000 명), 보르쿠타(85,000 명)이다. 노르웨이의 트롬쇠에는 약 62,000 명이 살고 있다. 반면 북아메리카에서 가장 큰 거주지인 미국 알래스카주의 배로에는 약 4,000 명이 살고 있다. 북극권 바로 남쪽의 핀란드 도시인 로바니에미에는 약 58,000 명이 거주해서, 북극권 인근에서 가장 큰 도시이다.
북극권은 대서양과 스칸디나비아반도, 아시아, 북아메리카, 그린란드를 지난다.
본초 자오선에서 동쪽 방향으로, 북극권은 다음 지역을 지난다.
| \| 좌표 \| 나라, 지역, 해역 \| 주석 \| \| -------------------------------------------------------- \| ---------------- \| ------------------------------------------------------------------ \| \| 북위 66° 34′ 동경 000° 00′  / 북위 66.567° 동경 0.000° \| 북극해 \| 노르웨이해 \| \| 북위 66° 34′ 동경 012° 48′  / 북위 66.567° 동경 12.800° \| 노르웨이 \| 노를란주 \| \| 북위 66° 34′ 동경 015° 31′  / 북위 66.567° 동경 15.517° \| 스웨덴 \| 노르보텐주 \| \| 북위 66° 34′ 동경 023° 51′  / 북위 66.567° 동경 23.850° \| 핀란드 \| 라피주 \| \| 북위 66° 34′ 동경 029° 28′  / 북위 66.567° 동경 29.467° \| 러시아 \| 카렐리야 공화국 무르만스크주 카렐리야 공화국 무르만스크 주 \| \| 북위 66° 34′ 동경 033° 25′  / 북위 66.567° 동경 33.417° \| 백해 \| 칸달락샤 만 \| \| 북위 66° 34′ 동경 034° 28′  / 북위 66.567° 동경 34.467° \| 러시아 \| 무르만스크주 – 약 7 km \| \| 북위 66° 34′ 동경 034° 38′  / 북위 66.567° 동경 34.633° \| 백해 \| 칸달락샤만 \| \| 북위 66° 34′ 동경 035° 00′  / 북위 66.567° 동경 35.000° \| 러시아 \| 무르만스크주(콜라반도) \| \| 북위 66° 34′ 동경 040° 42′  / 북위 66.567° 동경 40.700° \| 백해 \| \| \| 북위 66° 34′ 동경 044° 23′  / 북위 66.567° 동경 44.383° \| 러시아 \| 네네츠 자치구 코미 공화국 야말로네네츠 자치구 \| \| 북위 66° 34′ 동경 071° 05′  / 북위 66.567° 동경 71.083° \| 오비만 \| \| \| 북위 66° 34′ 동경 072° 27′  / 북위 66.567° 동경 72.450° \| 러시아 \| 야말로네네츠 자치구 크라스노야르스크 지방 사하 공화국 축치 자치구 \| \| 북위 66° 34′ 서경 171° 01′  / 북위 66.567° 서경 171.017° \| 북극해 \| 축치해 \| \| 북위 66° 34′ 서경 164° 38′  / 북위 66.567° 서경 164.633° \| 미국 \| 알래스카주(수어드반도) \| \| 북위 66° 34′ 서경 163° 44′  / 북위 66.567° 서경 163.733° \| 북극해 \| 코체부만 \| \| 북위 66° 34′ 서경 161° 56′  / 북위 66.567° 서경 161.933° \| 미국 \| 알래스카주 – 셀라윅호를 지난다. \| \| 북위 66° 34′ 서경 141° 00′  / 북위 66.567° 서경 141.000° \| 캐나다 \| 유콘 준주 노스웨스트 준주 – 그레이트베어호를 지난다. 누나부트 준주 \| \| 북위 66° 34′ 서경 082° 59′  / 북위 66.567° 서경 82.983° \| 허드슨만 \| 폭스 분지 \| \| 북위 66° 34′ 서경 073° 25′  / 북위 66.567° 서경 73.417° \| 캐나다 \| 누나부트 준주(배핀섬 – 네틸링호를 지난다.) \| \| 북위 66° 34′ 서경 061° 24′  / 북위 66.567° 서경 61.400° \| 대서양 \| 데이비스 해협 \| \| 북위 66° 34′ 서경 053° 16′  / 북위 66.567° 서경 53.267° \| 그린란드 \| \| \| 북위 66° 34′ 서경 034° 09′  / 북위 66.567° 서경 34.150° \| 대서양 \| 덴마크 해협 그린란드해 \| \| 북위 66° 34′ 서경 018° 01′  / 북위 66.567° 서경 18.017° \| 아이슬란드 \| 그림세이섬 \| \| 북위 66° 34′ 서경 017° 59′  / 북위 66.567° 서경 17.983° \| 대서양 \| 그린란드해 노르웨이해 \| |                  |                                                                    |
| 좌표 | 나라, 지역, 해역 | 주석                                                               |
| 북위 66° 34′ 동경 000° 00′  / 북위 66.567° 동경 0.000° | 북극해           | 노르웨이해                                                         |
| 북위 66° 34′ 동경 012° 48′  / 북위 66.567° 동경 12.800° | 노르웨이         | 노를란주                                                           |
| 북위 66° 34′ 동경 015° 31′  / 북위 66.567° 동경 15.517° | 스웨덴           | 노르보텐주                                                         |
| 북위 66° 34′ 동경 023° 51′  / 북위 66.567° 동경 23.850° | 핀란드           | 라피주                                                             |
| 북위 66° 34′ 동경 029° 28′  / 북위 66.567° 동경 29.467° | 러시아           | 카렐리야 공화국 무르만스크주 카렐리야 공화국 무르만스크 주         |
| 북위 66° 34′ 동경 033° 25′  / 북위 66.567° 동경 33.417° | 백해             | 칸달락샤 만                                                        |
| 북위 66° 34′ 동경 034° 28′  / 북위 66.567° 동경 34.467° | 러시아           | 무르만스크주 – 약 7 km                                             |
| 북위 66° 34′ 동경 034° 38′  / 북위 66.567° 동경 34.633° | 백해             | 칸달락샤만                                                         |
| 북위 66° 34′ 동경 035° 00′  / 북위 66.567° 동경 35.000° | 러시아           | 무르만스크주(콜라반도)                                             |
| 북위 66° 34′ 동경 040° 42′  / 북위 66.567° 동경 40.700° | 백해             |                                                                    |
| 북위 66° 34′ 동경 044° 23′  / 북위 66.567° 동경 44.383° | 러시아           | 네네츠 자치구 코미 공화국 야말로네네츠 자치구                      |
| 북위 66° 34′ 동경 071° 05′  / 북위 66.567° 동경 71.083° | 오비만           |                                                                    |
| 북위 66° 34′ 동경 072° 27′  / 북위 66.567° 동경 72.450° | 러시아           | 야말로네네츠 자치구 크라스노야르스크 지방 사하 공화국 축치 자치구  |
| 북위 66° 34′ 서경 171° 01′  / 북위 66.567° 서경 171.017° | 북극해           | 축치해                                                             |
| 북위 66° 34′ 서경 164° 38′  / 북위 66.567° 서경 164.633° | 미국             | 알래스카주(수어드반도)                                             |
| 북위 66° 34′ 서경 163° 44′  / 북위 66.567° 서경 163.733° | 북극해           | 코체부만                                                           |
| 북위 66° 34′ 서경 161° 56′  / 북위 66.567° 서경 161.933° | 미국             | 알래스카주 – 셀라윅호를 지난다.                                    |
| 북위 66° 34′ 서경 141° 00′  / 북위 66.567° 서경 141.000° | 캐나다           | 유콘 준주 노스웨스트 준주 – 그레이트베어호를 지난다. 누나부트 준주 |
| 북위 66° 34′ 서경 082° 59′  / 북위 66.567° 서경 82.983° | 허드슨만         | 폭스 분지                                                          |
| 북위 66° 34′ 서경 073° 25′  / 북위 66.567° 서경 73.417° | 캐나다           | 누나부트 준주(배핀섬 – 네틸링호를 지난다.)                         |
| 북위 66° 34′ 서경 061° 24′  / 북위 66.567° 서경 61.400° | 대서양           | 데이비스 해협                                                      |
| 북위 66° 34′ 서경 053° 16′  / 북위 66.567° 서경 53.267° | 그린란드         |                                                                    |
| 북위 66° 34′ 서경 034° 09′  / 북위 66.567° 서경 34.150° | 대서양           | 덴마크 해협 그린란드해                                             |
| 북위 66° 34′ 서경 018° 01′  / 북위 66.567° 서경 18.017° | 아이슬란드       | 그림세이섬                                                         |
| 북위 66° 34′ 서경 017° 59′  / 북위 66.567° 서경 17.983° | 대서양           | 그린란드해 노르웨이해                                              |